# Omid Nouripour
Omid Nouripour (farsi امید نوری پور; ur. 18 czerwca 1975 w Teheranie) – niemiecki polityk irańskiego pochodzenia, poseł do Bundestagu i od 2025 jego wiceprzewodniczący, współprzewodniczący Zielonych (2022–2024).

## Życiorys
Uczył się w szkole w Teheranie, w 1988 wraz z rodzicami wyemigrował do Niemiec. W 1996 zdał egzamin maturalny we Frankfurcie nad Menem, później do 2004 studiował filologię germańską, nauki polityczne, filozofię i prawo na Uniwersytecie w Moguncji (nie uzyskując dyplomu).
Podczas studiów współpracował z pismem „Frankfurter Rundschau”, był również asystentem deputowanego do Bundestagu (do 2002). W 1996 wstąpił do Zielonych, był przewodniczącym heskich struktur partyjnej młodzieżówki Grüne Jugend (1999–2003) i członkiem zarządu federalnego swojego ugrupowania (2002–2006). Członek m.in. Młodych Europejskich Federalistów oraz Europa-Union Deutschland.
We wrześniu 2006 objął mandat posła do Bundestagu z Hesji. Następnie wybierany na deputowanego w wyborach w 2009, 2013, 2017, 2021 i 2025.
W styczniu 2022 został (obok Ricardy Lang) jednym z dwojga współprzewodniczących Zielonych. Ogłosił swoją rezygnację z tej funkcji we wrześniu 2024 po słabych wynikach partii w wyborach do landtagów; zakończył urzędowanie w listopadzie tegoż roku. W marcu 2025 powołany na wiceprzewodniczącego niższej izby niemieckiego parlamentu.